# Солнечное (озеро, Ленинградская область)
Солнечное — озеро в Светогорском городском поселении Выборгского района Ленинградской области России.

## Географическое положение
Находится на Карельском перешейке в пограничной зоне с Финляндией, в 2 км юго-восточнее бывшего посёлка Топольки, в полукилометре к югу от автодороги 41К-417. К озеру ведёт просёлочная дорога, проехать по которой можно лишь на автомобиле повышенной проходимости.

## Описание
Имеет неправильную форму, напоминающую треугольную, вытянуто с северо-востока на юго-юго-запад. Длина озера — около 750 метров, наибольшая ширина — около 530 метров. Максимальная глубина — 5,5 метров. Озеро проточное: с восточной стороны в него впадает заболоченный ручей шириной до двух метров, берущий начало в небольшом безымянном озере 240 на 60 метров, лежащем в 300 метрах к востоку от Солнечного; ещё один небольшой ручеёк впадает в Солнечное с юга. С северной стороны из озера вытекает сильно заболоченный ручей, впадающий в озеро Бобухинское, ручей этот нерыбоходен. Берега Солнечного отлогие, кое-где низкие, в районе ручьёв имеется сплавина. На озере имеются обширные заросли кувшинки. Берега озера покрыты смешанным лесом, в районе устья ручья из безымянного озера и исотка ручья, впадающего в Бобухинское, имеются старые незасеваемые поля.

## Ихтиофауна
Из рыб в озере обитают окунь, плотва, щука. Окунь и щука — преимущественно небольших размеров.